# Доминика на Светском првенству у атлетици на отвореном 2022.
Доминика је учествовала на 18. Светском првенству у атлетици на отвореном 2022. одржаном у Јуџину  од 15. до 25. јула седамнаести пут. Репрезентацију Доминике представљала су 2 такмичара (1 мушкарац и 1 жена) који су се такмичили у 2 дисциплине (1 мушка и 1 женска).,
На овом првенству такмичари Доминике нису освојили ниједну медаљу.
У табели успешности према броју и пласману такмичара који су учествовали у финалним такмичењима (првих 8 такмичара) Доминика је са 1 учесницом у финалу делила 60. место са 4 бода.
| Пл.  | Земља    | 1. место | 2. место | 3. место | 4. место | 5. место | 6. место | 7. место | 8. место | Бр. фин. | Бод. |
| ---- | -------- | -------- | -------- | -------- | -------- | -------- | -------- | -------- | -------- | -------- | ---- |
| =60. | Доминика | 0        | 0        | 0        | 0        | 1        | 0        | 0        | 0        | 1        | 4    |

## Учесници
| Мушкарци: - Бошко Кијановић — Скок удаљ | Жене: - Те Лафонд — Троскок |

## Резултати

### Мушкарци
| Атлетичар     | Дисциплина | Лични рекорд | Квалификације | Квалификације | Финале               | Финале       | Детаљи |
| Атлетичар     | Дисциплина | Лични рекорд | Резултат      | Место         | Резултат             | Место        | Детаљи |
| ------------- | ---------- | ------------ | ------------- | ------------- | -------------------- | ------------ | ------ |
| Тристан Џејмс | Скок удаљ  | 8,08 НР      | 7,72          | 13. у гр. Б   | Није се квалификовао | 23 / 29 (32) |        |

### Жене
| Атлетичарка | Дисциплина | Лични рекорд | Квалификације | Квалификације | Финале   | Финале | Детаљи |
| Атлетичарка | Дисциплина | Лични рекорд | Резултат      | Место         | Резултат | Место  | Детаљи |
| ----------- | ---------- | ------------ | ------------- | ------------- | -------- | ------ | ------ |
| Те Лафонд   | Троскок    | 14,62 д      | 14,39 КВ      | 4. у гр. А    | 14,56    | 5 / 28 |        |